# 6642 Henze
6642 Henze è un asteroide della fascia principale. Scoperto nel 1990, presenta un'orbita caratterizzata da un semiasse maggiore pari a 3,1623583 UA e da un'eccentricità di 0,2467466, inclinata di 4,32389° rispetto all'eclittica.
L'asteroide è dedicato a Martin Henze, astronomo all'Istituto Max Planck di fisica extraterrestre, che ha scoperto numerose novae ottiche nella Galassia di Andromeda.